# Valkenswaard
Valkenswaard (wym. wymowaⓘ) – miasto i gmina w południowej części Holandii, w prowincji Brabancja Północna. W skład gminy, oprócz miasta Valkenswaard wchodzą także miejscowości Borkel en Schaft i Dommelen. Według spisu ludności z 2012 roku całkowita populacja wynosi 30 671 mieszkańców. W 2004 roku odbyły się tu 9. Mistrzostwa Świata w Kolarstwie BMX.

## Współpraca
Miejscowość partnerska:
- Tienen, Belgia